# Kangeyam
Kangeyam (o Kangayam) è una suddivisione dell'India, classificata come town panchayat, di 28.356 abitanti, situata nel distretto di Tirupur, nello stato federato del Tamil Nadu. In base al numero di abitanti la città rientra nella classe III (da 20.000 a 49.999 persone).

## Geografia fisica
La città è situata a 11° 01' 31 N e 77° 33' 49 E.

## Società

### Evoluzione demografica
Al censimento del 2001 la popolazione di Kangeyam assommava a 28.356 persone, delle quali 14.494 maschi e 13.862 femmine. I bambini di età inferiore o uguale ai sei anni assommavano a 2.642, dei quali 1.354 maschi e 1.288 femmine. Infine, coloro che erano in grado di saper almeno leggere e scrivere erano 19.733, dei quali 11.271 maschi e 8.462 femmine.